# Hartsdown Park
Hartsdown Park es un estadio de fútbol ubicado en Margate, Kent, Inglaterra. Es el campo del Margate Football Club (conocido como Thanet United F.C. entre 1981 y 1989) desde 1929, excepto de 2002 a 2005, cuando el club fue forzado a compartir los campos de otros clubes de Kent mientras en el estadio eran realizados extensos trabajos de renovación.
Aunque el club de fútbol pudo regresar al estadio en 2005, el trabajo de renovación continúa a un paso muy lento, y la mayor parte de las instalaciones del campo continúan siendo de una naturaleza temporaria. Sin embargo, el club tiene extensivos planes para el futuro desarrollo del sitio.

## Historia
Es el estadio del Margate Football Club desde 1929, año en que también abrió sus puertas al público. El condado local adquirió los terrenos antiguos de Hartsdown House para uso público y construyó un estadio que se acordó sería arrendado por el club de fútbol, inicialmente por un cargo de 200 euros por año. Inicialmente los jugadores tenían que cambiarse en Hartsdown House, situado a aproximadamente 200 yardas del terreno. Una pequeña tribuna de madera con 500 asientos fue agregada al poco tiempo, y luego le siguieron nuevos vestuarios y una segunda tribuna en el lado norte del campo, que disponía de diferentes lugares para permanecer de pie o sentado. El primer partido realizado en el nuevo estadio fue un amistoso contra el Folkestone el 31 de agosto de 1929, y el primer partido competitivo fue dos semanas más tarde contra el Dover, durante una fecha de la Kent League. En 1934 el club realizó un acuerdo para convertirse en la cantera del Arsenal, y como parte del trato el campo de Hartsdown fue modificado para tener el mismo tamaño que el Highbury.
Una tribuna cubierta adicional se erigió en el campo en 1935, pero esta fue derribada durante una tormenta en 1952 y tuvo que ser reconstruida. Casi en la misma época, el club agregó una nueva grada al lado de la tribuna principal, donde anteriormente los hinchas se paraban en montículos de tierra. Una nueva grada cubierta fue instalada en el campo, al final de la Tivoli Park Avenue, a finales de los años 1950, oficialmente llamada Tribuna Cornhill pero más conocida por los fanes como Coffin End, nombre que deriva de una prominente pieza de grafito que adornó su pared trasera durante muchos años. El primer conjunto de focos lumínicos del estadio fue colocado en septiembre de 1959 e inaugurado durante un partido amistoso contra el West Ham United.
En 1966 fue construida una nueva sede del club, pero hubo un pequeño desarrollo adicional del campo, aunque a finales de los años 1980 la Tribuna Norte, que ya se encontraba clausurada por el condado, fue demolida, lo que provocó la extensión de la sede. En 1982 el club estuvo a punto de ser desalojado del campo por el condado local luego de cambiar su nombre a Thanet United. Se descubrió una laguna jurídica, lo que significó que el contrato de arrendamiento pasaría a ser mantenido por el Margate. Por lo tanto, al renombrado club no se le permitió usar el estadio, pero finalmente esto fue resuelto y al club se le permitió permanecer en el mismo. Para promocionar la Football Conference, en 2001, el club gastó 175.000 euros en mejoras al estadio, dedicadas para cumplir los criterios requeridos para aquel nivel de fútbol, pero poco después surgió un proyecto ambicioso con el fin de renovar completamente el sitio. El club fue trasladado y el antiguo estadio, construido principalmente con madera y hierro corrugado, fue demolido a comienzos de 2003, aunque el condado cuestionó los planos presentados. Aunque se planeó que sea finalizado en agosto de 2003, el proceso de renovación duró tres años, ya que se vio demorado por cuestiones relacionadas con los permisos de obras para las instalaciones comerciales que el club quería construir. El equipo compartió por tres temporadas los campos de otros clubes de Kent, pero la falta de confirmación de una fecha de regreso a Hartsdown hizo que el Margate fuese expulsado de la Conference National de 2004. Finalmente, en 2005, el club pudo regresar al campo, aunque con tribunas prefabricadas y construcciones temporarias.

## Estructura e instalaciones

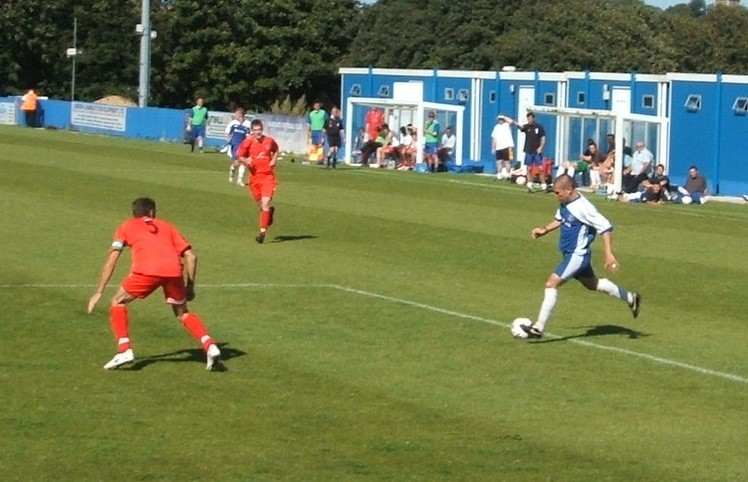
En esta fotografía del estadio, de 2007, pueden observarse algunas de las construcciones temporales del lugar.

Mientras que la mayor parte del estadio fue demolido y una pequeña parte del trabajo de renovación ya fue realizado en Hartsdown Park, las instalaciones actuales del estadio son limitadas. En el lado sur del campo, lugar de la antigua tribuna principal, hay construcciones móviles situadas detrás de los banquillos. El lado opuesto del campo contiene actualmente dos tribunas prefabricadas, que cuentan con asientos.
Detrás de la portería, en la parte occidental del campo, conocida como el fin de la Hartsdown Road, la única grada que permanecía desde antes de la modernización fue renovada, junto con la sede ubicada en su parte trasera. Se confirmó que existió un plan para realizar una estructura temporaria en la parte opuesta del campo, conocida como el final de la Tivoli Park Avenue, aunque esto no se ha llevado a cabo aún.
La primera etapa de la gran renovación del sitio fue la construcción de un complejo de fútbol sala. Aunque en un principio se anunció que el trabajo del complejo comenzaría en mayo de 2007, este comenzó cuatro meses más tarde. El complejo abrió el 9 de diciembre de 2007.

## Futuro
El último plan del club es ampliar la capacidad del estadio a 5000 asientos e incorporar un hotel, un gimnasio, un centro de conferencias, un campo polideportivo y diez canchas de fútbol sala. En 2004, el mánager del club, Keith Piper, dijo que el costo total de solamente el hotel supera los 6 000 000 de euros, pero también indicó que el club tiene suficiente respaldo económico. Al año siguiente, el costo del proyecto, que se reveló sería patrocinado por la inmobiliaria CNC Properties, fue de 8 000 000 euros. Se informó que la renovación aumentará la calidad del estadio hasta llegar a la necesaria para entrar a la Football League.

## Otros usos
El estadio fue usado como sede del club de fútbol americano Thanet Vikings durante los años 1980. También fue sede de un partido de beneficencia, realizado en 2006, en memoria del antiguo jugador del Margate Paul Sykes, que falleció tras sufrir un colapso mientras jugaba para el Folkestone Invicta. Participaron en este partido los jugadores Andy Hessenthaler, Adrian Pennock y Danny Spiller.

## Récords
El récord de mayor asistencia al Hartsdown Park en un partido del Margate fue de 14 169 espectadores, durante la visita del Tottenham Hotspur por la FA Cup, el 13 de febrero de 1973. El récord de menor asistencia fue de 29 personas, durante un partido contra el Salisbury City el 24 de abril de 1986.

## Transporte
El estadio está a aproximadamente 1 km de la estación ferroviaria de Margate, que se encuentra en la Chatham Main Line de Southeastern, que va de London Victoria a Ramsgate y es también la terminal del norte de la Kent Coast Line, que comienza su recorrido en Dover Priory.